# カイル・ボフニャク
カイル・ボフニャク(Kyle Bochniak、1987年2月5日-)は、アメリカ合衆国の総合格闘家。マサチューセッツ州グロスター出身。ブロードウェイ柔術所属。ボクニアクと書かれることもある。

## キャリア

### 初期のキャリア
2010年に総合格闘技のトレーニングを始め、翌年にはアマチュアの試合に出場した。アマチュアとして5勝1敗の成績を残した後、2014年にプロになった。
ボフニャクはロードアイランド州近郊でCES MMAの試合に出て、6勝0敗の成績を収め、2016年初めにUFCと契約した。

### UFC
2016年1月17日、UFCデビュー戦をUFC Fight Night: Dillashaw vs. Cruzで、チャールズ・ローザと戦い、0-3の判定で敗れた。
2018年4月7日、UFC 223でザビット・マゴメドシャリポフに0-3の判定で敗れた。この試合で、両者はファイト・オブ・ザ・ナイトを受賞した。

## 戦績
| 総合格闘技 戦績 | 総合格闘技 戦績 | 総合格闘技 戦績 | 総合格闘技 戦績 | 総合格闘技 戦績 | 総合格闘技 戦績 | 総合格闘技 戦績 |
| --------------- | --------------- | --------------- | --------------- | --------------- | --------------- | --------------- |
| 18 試合         | (T)KO           | 一本            | 判定            | その他          | 引き分け        | 無効試合        |
| 11 勝           | 2               | 2               | 7               | 0               | 0               | 0               |
| 7 敗            | 1               | 0               | 6               | 0               | 0               | 0               |

| 勝敗 | 対戦相手                     | 試合結果                           | 大会名                              | 開催年月日     |
| ×    | クリス・ウェイド             | 1R 1:10 TKO（ハイキック→パウンド） | PFL 5                               | 2022年6月24日  |
| ×    | ババ・ジェンキンス           | 5分3R終了 判定0-3                  | PFL 2                               | 2022年4月28日  |
| ○    | カールトン・マイナス         | 5分3R終了 判定2-1                  | XMMA 4: Black Magic                 | 2022年4月2日   |
| ○    | マーカス・ブリメージ         | 5分3R終了 判定3-0                  | XMMA 2: Saunders vs. Nijem          | 2021年7月30日  |
| ○    | カイオ・ウルグアイ           | 5分3R終了 判定3-0                  | XMMA: Vick vs Fialho                | 2021年1月30日  |
| ×    | ショーン・ウッドソン         | 5分3R終了 判定0-3                  | UFC on ESPN 6: Reyes vs. Weidman    | 2019年10月18日 |
| ×    | ハキーム・ダオドゥ           | 5分3R終了 判定1-2                  | UFC 231: Holloway vs. Ortega        | 2018年12月8日  |
| ×    | ザビット・マゴメドシャリポフ | 5分3R終了 判定0-3                  | UFC 223: Khabib vs. Iaquinta        | 2018年4月7日   |
| ○    | ブランドン・デイビス         | 5分3R終了 判定3-0                  | UFC 220: Miocic vs. Ngannou         | 2018年1月10日  |
| ×    | ジェレミー・ケネディ         | 5分3R終了 判定0-3                  | UFC on FOX 25: Weidman vs. Gastelum | 2017年7月22日  |
| ○    | エンリケ・バルゾーラ         | 5分3R終了 判定2-1                  | UFC on FOX 21: Maia vs. Condit      | 2016年8月27日  |
| ×    | チャールズ・ローザ           | 5分3R終了 判定0-3                  | UFC Fight Night: Dillashaw vs. Cruz | 2016年1月17日  |
| ○    | テイラー・トレーハン         | 1R 3:58 リアネイキッドチョーク     | CES MMA 32                          | 2016年1月8日   |
| ○    | ドミニク・ウォー             | 1R 1:49 KO（パンチ）               | CES MMA 28                          | 2015年3月13日  |
| ○    | トム・イングリッシュ         | 5分3R終了 判定3-0                  | CES MMA 27                          | 2015年1月30日  |
| ○    | ルスラン・フベジャシビリ     | 5分3R終了 判定3-0                  | CES MMA 26                          | 2014年10月10日 |
| ○    | マリウス・エナケ             | 2R 1:44 TKO（パンチ）              | CES MMA 22                          | 2014年3月14日  |
| ○    | ピーター・ベルトゥッチ       | 1R 1:05リアネイキッドチョーク      | CES MMA 21                          | 2014年1月24日  |

## 表彰
- UFC
  - ファイト・オブ・ザ・ナイト（1回）